# Synthemis flexicauda
Synthemis flexicauda is een libellensoort uit de familie van de zuidelijke glanslibellen (Synthemistidae) , onderorde echte libellen (Anisoptera).
De soort staat op de Rode Lijst van de IUCN als onzeker, beoordelingsjaar 2007.
De wetenschappelijke naam van de soort is voor het eerst geldig gepubliceerd in 1921 door Campion.